# 葉爾霍夫卡區

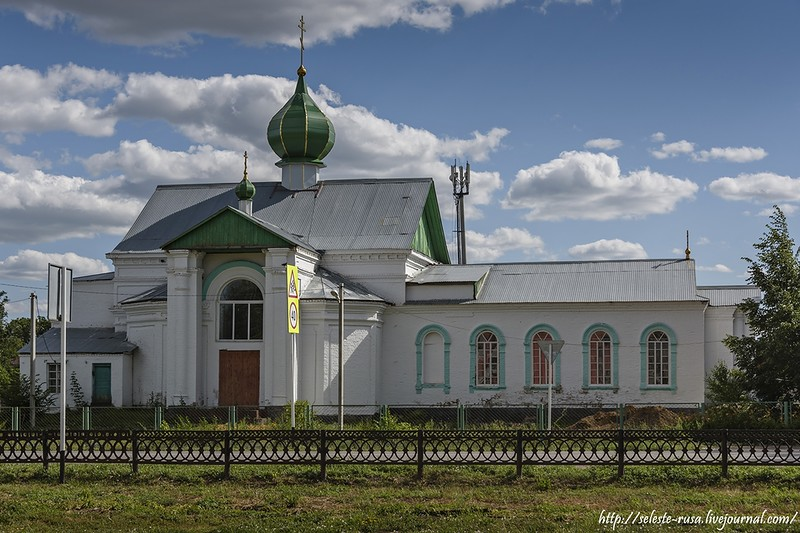

53°52′N 50°17′E / 53.867°N 50.283°E
葉爾霍夫卡區（俄语：Елховский район），是俄羅斯的一個區，位於該國西南部，由薩馬拉州負責管轄，始建於1928年5月14日，面積1,201平方公里，2010年人口10,046，人口密度每平方公里8.36人。